# Venezia Football Club 2018-2019
Questa voce raccoglie le informazioni riguardanti il Venezia Football Club nelle competizioni ufficiali della stagione 2018-2019.

## Stagione
Nella stagione 2018-2019 il Venezia disputa il campionato di Serie B, raccoglie 38 punti con il sedicesimo posto, per ottenere la salvezza deve disputare il Play-out contro la Salernitana. I lagunari perdono (2-1) a Salerno, vincono (1-0) in casa, si giocano i tempi supplementari, e poi i calci di rigore, nei quali si impongono i campani (2-4), così sul campo il Venezia retrocede in Serie C. Ma il quart'ultimo posto si rivela presto prezioso, perché il mese successivo gli arancioneroverdi sono ripescati in Serie B, a causa della mancata iscrizione del Palermo nel campionato cadetto. Tre i tecnici che si sono alternati alla guida del Venezia: Stefano Vecchi ha iniziato la stagione, Walter Zenga lo sostituisce all'ottava giornata, poi Serse Cosmi ha sostituito Zenga alla 28ª giornata. Breve anche il percorso dei lagunari nella Coppa Italia Tim Cup, subito fuori dal torneo nel secondo turno, perdendo (0-1) con il Sudtirol.

## Divise e sponsor
Il fornitore ufficiale di materiale tecnico per la stagione 2018-2019 è Nike, mentre lo sponsor di maglia è Linosonego, il cui marchio appare in ridotte dimensioni al di sotto di quello del partner tecnico; al centro del torso campeggia invece la scritta Venezia FC. Vi sono poi due nuovi sponsor istituzionali imposti dalla Lega Serie B a tutte le squadre della serie cadetta: Unibet al di sotto dei numeri dorsali e Facile ristrutturare sulla manica sinistra.
Come per l'anno precedente, le tinte dominanti sui completi (maglia, calzoncini e calzettoni) sono il nero per le gare interne e il bianco per quelle in trasferta, cui si aggiunge l'azzurro per la divisa da portiere (che può in caso di necessità fungere altresì da terza maglia).
| Casa | Trasferta | Portiere |

## Rosa
| N. |                       | Ruolo | Calciatore         |
| -- | --------------------- | ----- | ------------------ |
| 1  | Italia (bandiera)     | P     | Davide Facchin     |
| 3  | Italia (bandiera)     | D     | Matteo Bruscagin   |
| 4  | Slovenia (bandiera)   | D     | Siniša Anđelković  |
| 4  | Italia (bandiera)     | D     | Michele Fornasier  |
| 5  | Italia (bandiera)     | D     | Mauro Coppolaro    |
| 6  | Italia (bandiera)     | D     | Maurizio Domizzi   |
| 7  | Italia (bandiera)     | C     | Simone Bentivoglio |
| 8  | Romania (bandiera)    | C     | Sergiu Suciu       |
| 9  | Italia (bandiera)     | A     | Gianmarco Zigoni   |
| 10 | Italia (bandiera)     | C     | Gianni Fabiano     |
| 11 | Scozia (bandiera)     | A     | Harvey St Clair    |
| 12 | Italia (bandiera)     | P     | Guglielmo Vicario  |
| 13 | Italia (bandiera)     | D     | Marco Modolo       |
| 14 | Italia (bandiera)     | C     | Marco Pinato       |
| 15 | Italia (bandiera)     | C     | Mattia Zennaro     |
| 16 | Ghana (bandiera)      | C     | Emmanuel Besea     |
| 17 | Italia (bandiera)     | A     | Davide Marsura     |
| 17 | Slovacchia (bandiera) | D     | Róbert Mazáň       |

| N. |                    | Ruolo | Calciatore           |
| -- | ------------------ | ----- | -------------------- |
| 18 | Italia (bandiera)  | C     | Jacopo Segre         |
| 19 | Spagna (bandiera)  | A     | Alexandre Geijo      |
| 20 | Italia (bandiera)  | A     | Francesco Di Mariano |
| 21 | Italia (bandiera)  | C     | Andrea Schiavone     |
| 22 | Italia (bandiera)  | P     | Luca Lezzerini       |
| 23 | Italia (bandiera)  | A     | Cristiano Lombardi   |
| 23 | Italia (bandiera)  | C     | Marcello Falzerano   |
| 24 | Italia (bandiera)  | A     | Alessandro Rossi     |
| 25 | Italia (bandiera)  | D     | Francesco Cernuto    |
| 26 | Italia (bandiera)  | D     | Agostino Garofalo    |
| 27 | Italia (bandiera)  | D     | Giuseppe Zampano     |
| 28 | Italia (bandiera)  | A     | Nicola Citro         |
| 29 | Brasile (bandiera) | P     | Bruno Bertinato      |
| 29 | Italia (bandiera)  | A     | Gianluca Litteri     |
| 30 | Italia (bandiera)  | A     | Riccardo Bocalon     |
| 32 | Albania (bandiera) | A     | Giacomo Vrioni       |
| 33 | Italia (bandiera)  | P     | Manuel Enzo          |

## Calciomercato

### Sessione estiva(dal 01/07 al 31/08)
| Acquisti | Acquisti              | Acquisti    |               |
| R.       | Nome                  | da          | Modalità      |
| -------- | --------------------- | ----------- | ------------- |
| A        | Gianmarco Zigoni      | Milan       |               |
| C        | Andrea Schiavone      | Cesena      |               |
| A        | Harvey St Clair       | Chelsea     | definitivo    |
| C        | Marco Pinato          | Sassuolo    | prestito      |
| D        | Youssef Maleh         | Cesena      |               |
| D        | Jacopo Segre          | Torino      | prestito      |
| D        | Lorenzo Migliorelli   | Atalanta    | prestito      |
| P        | Luca Lezzerini        | Avellino    |               |
| A        | Giacomo Vrioni        | Sampdoria   | prestito      |
| A        | Francesco Di Mariano  | Novara      |               |
| D        | Mauro Coppolaro       | Udinese     | prestito      |
| A        | Stefano Moreo         | Palermo     | fine prestito |
| A        | Samuele Chicchiarelli | Viareggio   | fine prestito |
| C        | Paolo Pellicanò       | AlbinoLeffe | fine prestito |
| D        | Francesco Signori     | Ternana     | fine prestito |
| P        | Davide Facchin        | Reggiana    | fine prestito |
| D        | Alberto Acquadro      | Triestina   | fine prestito |
| D        | Luigi Luciani         | Gavorrano   | fine prestito |
| A        | Loris Tortori         | Carrarese   | fine prestito |
| P        | Stefano Camerlengo    | Pro Vasto   | fine prestito |
| C        | Alex Pederzoli        | Piacenza    | fine prestito |
| A        | Giuseppe Caccavallo   | Catania     | fine prestito |
| D        | Vittorio Fabris       | Padova      | fine prestito |

| Cessioni | Cessioni              | Cessioni       | Cessioni      |
| R.       | Nome                  | a              | Modalità      |
| -------- | --------------------- | -------------- | ------------- |
| P        | Leo Štulac            | Parma          | definitivo    |
| P        | Stefano Moreo         | Palermo        | riscatto      |
| D        | Marco Pinato          | Sassuolo       | definitivo    |
| D        | Francesco Signori     | Sambenedettese | definitivo    |
| D        | Piergraziano Gori     | Benevento      | definitivo    |
| D        | Cristiano Del Grosso  | Pescara        | definitivo    |
| C        | Vittorio Fabris       | Monopoli       | definitivo    |
| C        | Loris Tortori         | Cesena         | definitivo    |
| C        | Alberto Acquadro      | Fano           | definitivo    |
| A        | Paolo Pellicanò       | Belluno        | definitivo    |
| A        | Alessandro Malomo     | Triestina      | definitivo    |
| A        | Giuseppe Caccavallo   | Carrarese      | definitivo    |
| P        | Emil Audero           | Juventus       | fine prestito |
| D        | Nicolas Frey          | Chievo         | fine prestito |
| A        | Danilo Russo          | Casertana      | definitivo    |
| A        | Evans Soligo          | ritirato       |               |
| A        | Alex Pederzoli        | ritirato       |               |
| P        | Gianmarco Zigoni      | Milan          | fine prestito |
| D        | Youssef Maleh         | Ravenna        | prestito      |
| A        | Stefano Camerlengo    | Clodiense      | prestito      |
| A        | Alessandro Malomo     | Triestina      | definitivo    |
| A        | Samuele Chicchiarelli | Viareggio      | definitivo    |
| P        | Luigi Luciani         | OltrepoVoghera | definitivo    |
| D        | Marco Firenze         | Crotone        | fine prestito |

### Sessione invernale(dal 01/01 al 31/01)
| Acquisti | Acquisti           | Acquisti    | Acquisti   |
| R.       | Nome               | da          | Modalità   |
| -------- | ------------------ | ----------- | ---------- |
| A        | Cristiano Lombardi | Lazio       | prestito   |
| C        | Alessandro Rossi   | Lazio       | prestito   |
| D        | Michele Fornasier  | Pescara     | prestito   |
| D        | Emmanuel Besea     | Frosinone   | prestito   |
| D        | Róbert Mazáň       | Celta Vigo  | prestito   |
| P        | Bruno Bertinato    | Coritiba    | definitivo |
| A        | Riccardo Bocalon   | Salernitana | definitivo |
| C        | Mattia Zennaro     | Genoa       | prestito   |

| Cessioni | Cessioni            | Cessioni | Cessioni      |
| R.       | Nome                | a        | Modalità      |
| -------- | ------------------- | -------- | ------------- |
| A        | Siniša Anđelković   | Padova   | definitivo    |
| C        | Marcello Falzerano  | Perugia  | definitivo    |
| A        | Davide Marsura      | Carpi    | definitivo    |
| D        | Lorenzo Migliorelli | Atalanta | fine prestito |
| A        | Gianluca Litteri    | Cosenza  | definitivo    |
| C        | Mattia Zennaro      | Genoa    | definitivo    |

## Risultati

### Serie B

#### Girone di andata
| Arbitro: | Pillitteri (Palermo) |

|                   |           |  |
| Bentivoglio 45+2’ | Marcatori |  |

| Arbitro: | Ghersini (Genova) |

|               |           |  |
| Ravanelli 40’ | Marcatori |  |

| Arbitro: | Aureliano (Bologna) |

|                            |           |                               |
| Geijo 49’ Citro 67’ (rig.) | Marcatori | 25’, 44’ Bandinelli 51’ Tello |

| Arbitro: | Baroni (Firenze) |

|                    |           |                |
| Palombi 73’, 90+1’ | Marcatori | 60’ Di Mariano |

| 25 settembre 2018 5ª giornata |  | – Turno di riposo Venezia |  |  |

| Arbitro: | Piscopo (Imperia) |

|           |           |              |
| Citro 57’ | Marcatori | 22’ Diamanti |

| Arbitro: | Di Martino (Teramo) |

|                |           |  |
| Melchiorri 53’ | Marcatori |  |

| Arbitro: | Abbattista (Molfetta) |

|                |           |             |
| Di Mariano 67’ | Marcatori | 8’ Zaccagni |

| Arbitro: | Pezzuto (Lecce) |

|            |           |           |
| Struna 90’ | Marcatori | 59’ Segre |

| Arbitro: | Maggioni (Lecco) |

|  |           |                |
|  | Marcatori | 78’ Di Mariano |

| Arbitro: | Minelli (Varese) |

|             |           |  |
| Domizzi 31’ | Marcatori |  |

| Arbitro: | Piccinini (Forlì) |

|                       |           |                                  |
| Finotto 16’, 72’, 83’ | Marcatori | 11’ Bentivoglio 18’ (aut.) Drudi |

| Arbitro: | Pillitteri (Palermo) |

|                     |           |                     |
| Di Mariano 14’, 37’ | Marcatori | 90+2’ A. Donnarumma |

| Arbitro: | Volpi (Arezzo) |

|              |           |              |
| Iemmello 18’ | Marcatori | 45+1’ Vrioni |

| Arbitro: | Di Martino (Teramo) |

|           |           |  |
| Citro 83’ | Marcatori |  |

| Arbitro: | Di Paolo (Avezzano) |

|             |           |            |
| Budimir 56’ | Marcatori | 31’ Modolo |

| Arbitro: | Federico Dionisi (L'Aquila) |

|  |           |              |
|  | Marcatori | 80’ D'Orazio |

| Arbitro: | Pezzuto (Lecce) |

|             |           |  |
| Brugman 74’ | Marcatori |  |

| Arbitro: | Baroni (Firenze) |

|             |           |             |
| Litteri 61’ | Marcatori | 20’ Suagher |

#### Girone di ritorno
| Arbitro: | Volpi (Arezzo) |

|             |           |             |
| Da Cruz 61’ | Marcatori | 60’ Domizzi |

| Arbitro: | Sacchi (Macerata) |

|                                  |           |              |
| Segre 5’ Di Mariano 90+3’ (rig.) | Marcatori | 85’ Trevisan |

| Arbitro: | Nasca (Bari) |

|                                       |           |  |
| R. Insigne 63’, 90+4’ Coda 90’ (rig.) | Marcatori |  |

| Arbitro: | Giua (Pisa) |

|           |           |             |
| Citro 50’ | Marcatori | 52’ Palombi |

| 16 febbraio 2019 24ª giornata |  | – Turno di riposo Venezia |  |  |

| Arbitro: | Ghersini (Genova) |

|                |           |  |
| Raičević 90+2’ | Marcatori |  |

| Arbitro: | Pillitteri (Palermo) |

|                                |           |                                    |
| Segre 38’ Felicioli 83’ (aut.) | Marcatori | 12’ Sadiq 40’ Verre 44’ Melchiorri |

| Arbitro: | Piscopo (Imperia) |

|               |           |  |
| Di Gaudio 18’ | Marcatori |  |

| Arbitro: | Ros (Pordenone) |

|             |           |            |
| Bocalon 39’ | Marcatori | 84’ Puscas |

| Arbitro: | Marini (Roma) |

|             |           |               |
| Citro 45+1’ | Marcatori | 30’ Del Fabro |

| Arbitro: | Piscopo (Imperia) |

|           |           |             |
| Đurić 80’ | Marcatori | 10’ Bocalon |

| Arbitro: | Sacchi (Macerata) |

|            |           |              |
| Modolo 60’ | Marcatori | 90+1’ Panico |

| Arbitro: | Massimi (Termoli) |

|                            |           |  |
| Torregrossa 44’ Tonali 80’ | Marcatori |  |

| Arbitro: | Aureliano (Bologna) |

|                       |           |  |
| Di Mariano 34’ (rig.) | Marcatori |  |

| Arbitro: | Marinelli (Tivoli) |

|               |           |  |
| Ardemagni 36’ | Marcatori |  |

| Arbitro: | Giua (Pisa) |

|                    |           |                                            |
| Domizzi 16’ (rig.) | Marcatori | 22’ Barberis 48’, 71’ Benali 55’ Zanellato |

| Arbitro: | Minelli (Varese) |

|            |           |             |
| Tutino 44’ | Marcatori | 55’ Bocalon |

| Arbitro: | Piccinini (Forlì) |

|                                    |           |                         |
| Domizzi 30’ (rig.), 90+5+6’ (rig.) | Marcatori | 21’ Brugman 75’ Mancuso |

| Arbitro: | Illuzzi (Molfetta) |

|                                |           |                        |
| Cissé 16’ (rig.) Coulibaly 47’ | Marcatori | 64’, 89’, 90+2’ Zigoni |

### Play-out
| Arbitro: | Di Paolo (Avezzano) |

|                      |           |              |
| Đurić 14’ Jallow 25’ | Marcatori | 90+1’ Zigoni |

| Arbitro: | Aureliano (Bologna) |

|                                     |                      |                                   |
| Modolo 41’                          | Marcatori            |                                   |
| Domizzi Suciu Bentivoglio Coppolaro | Tiri di rigore 2 – 4 | Casasola Calaiò Pucino Di Tacchio |

### Coppa Italia

#### Turni eliminatori
| Arbitro: | Ros (Pordenone) |

|  |           |            |
|  | Marcatori | 89’ Fabbri |

## Statistiche

### Statistiche di squadra
| Competizione | Punti         | In casa | In casa | In casa | In casa | In casa | In casa | In trasferta | In trasferta | In trasferta | In trasferta | In trasferta | In trasferta | Totale | Totale | Totale | Totale | Totale | Totale | D.R. |
| Competizione | Punti         | G       | V       | N       | P       | GF      | GS      | G            | V            | N            | P            | GF           | GS           | G      | V      | N      | P      | GF     | GS     | D.R. |
| ------------ | ------------- | ------- | ------- | ------- | ------- | ------- | ------- | ------------ | ------------ | ------------ | ------------ | ------------ | ------------ | ------ | ------ | ------ | ------ | ------ | ------ | ---- |
| Serie B      | 38            | 18      | 6       | 8       | 4       | 22      | 22      | 18           | 2            | 6            | 10           | 13           | 24           | 36     | 8      | 14     | 14     | 35     | 46     | -11  |
| Coppa Italia | Secondo turno | 1       | 0       | 0       | 1       | 0       | 1       | 0            | 0            | 0            | 0            | 0            | 0            | 1      | 0      | 0      | 1      | 0      | 1      | -1   |
| Totale       | 38            | 18      | 6       | 8       | 5       | 22      | 23      | 17           | 2            | 5            | 11           | 13           | 24           | 37     | 8      | 14     | 15     | 35     | 47     | -12  |

### Andamento in campionato
| Giornata  | 1 | 2 | 3  | 4  | 5  | 6  | 7  | 8  | 9  | 10 | 11 | 12 | 13 | 14 | 15 | 16 | 17 | 18 | 19 | 20 | 21 | 22 | 23 | 24 | 25 | 26 | 27 | 28 | 29 | 30 | 31 | 32 | 33 | 34 | 35 | 36 | 37 | 38 |
| --------- | - | - | -- | -- | -- | -- | -- | -- | -- | -- | -- | -- | -- | -- | -- | -- | -- | -- | -- | -- | -- | -- | -- | -- | -- | -- | -- | -- | -- | -- | -- | -- | -- | -- | -- | -- | -- | -- |
| Luogo     | C | T | C  | T  | -  | C  | T  | C  | T  | T  | C  | T  | C  | T  | C  | T  | C  | T  | C  | T  | C  | T  | C  | -  | T  | C  | T  | C  | C  | T  | C  | T  | C  | T  | C  | T  | C  | T  |
| Risultato | V | P | P  | P  | -  | N  | P  | N  | N  | V  | V  | P  | V  | N  | V  | N  | P  | P  | N  | N  | V  | P  | N  | -  | P  | P  | P  | N  | N  | N  | N  | P  | V  | P  | P  | N  | N  | V  |
| Posizione | 1 | 5 | 12 | 15 | 16 | 15 | 16 | 16 | 16 | 14 | 13 | 13 | 13 | 13 | 12 | 10 | 11 | 11 | 13 | 14 | 11 | 11 | 12 | 13 | 14 | 14 | 15 | 16 | 15 | 16 | 15 | 15 | 15 | 15 | 16 | 16 | 17 | 15 |

Fonte:  Serie B ConTe.it – Classifiche, su legab.it. URL consultato il 13 luglio 2019 (archiviato dall'url originale il 12 gennaio 2018).
Legenda:

Luogo: C = Casa; T = Trasferta. Risultato: V = Vittoria; N = Pareggio; P = Sconfitta.
- = Turno di riposo.

### Statistiche dei giocatori
In corsivo i giocatori ceduti a stagione in corso. Tra parentesi sono indicati gli autogol. 
| Giocatore                     | Serie B  | Serie B | Serie B     | Serie B    | Coppa Italia | Coppa Italia | Coppa Italia | Coppa Italia | Totale   | Totale | Totale      | Totale     |
| Giocatore                     | Presenze | Reti    | Ammonizioni | Espulsioni | Presenze     | Reti         | Ammonizioni  | Espulsioni   | Presenze | Reti   | Ammonizioni | Espulsioni |
| ----------------------------- | -------- | ------- | ----------- | ---------- | ------------ | ------------ | ------------ | ------------ | -------- | ------ | ----------- | ---------- |
| Davide Facchin                | 0        | 0       | 0           | 0          | 0            | 0            | 0            | 0            | 0        | 0      | 0           | 0          |
| Matteo Bruscagin              | 28       | 0       | 1           | 0          | 1            | 0            | 0            | 0            | 29       | 0      | 1           | 0          |
| Sinisa Andelkovic             | 9        | 0       | 0           | 0          | 1            | 0            | 0            | 0            | 10       | 0      | 0           | 0          |
| Michele Fornasier             | 8        | 0       | 3           | 0          | 0            | 0            | 0            | 0            | 8        | 0      | 3           | 0          |
| Mauro Coppolaro               | 16       | 0       | 3           | 0          | 0            | 0            | 0            | 0            | 16       | 0      | 3           | 0          |
| Maurizio Domizzi              | 29       | 5       | 9           | 1          | 1            | 0            | 0            | 0            | 30       | 5      | 9           | 1          |
| Simone Bentivoglio            | 27       | 2       | 7           | 0          | 1            | 0            | 0            | 0            | 28       | 2      | 7           | 0          |
| Sergiu Suciu                  | 16       | 0       | 1           | 0          | 0            | 0            | 0            | 0            | 16       | 0      | 1           | 0          |
| Gianmarco Zigoni              | 3        | 3       | 1           | 0          | 1            | 0            | 0            | 0            | 4        | 3      | 1           | 0          |
| Gianni Fabiano                | 0        | 0       | 0           | 0          | 0            | 0            | 0            | 0            | 0        | 0      | 0           | 0          |
| Harvey St Clair               | 13       | 0       | 2           | 0          | 1            | 0            | 0            | 0            | 14       | 0      | 2           | 0          |
| Guglielmo Vicario             | 32       | 0       | 2           | 0          | 0            | 0            | 0            | 0            | 32       | 0      | 2           | 0          |
| Marco Modolo                  | 32       | 2       | 11          | 0          | 0            | 0            | 0            | 0            | 32       | 2      | 11          | 0          |
| Marco Pinato                  | 22       | 0       | 3           | 0          | 0            | 0            | 0            | 0            | 22       | 0      | 3           | 0          |
| Mattia Zennaro                | 10       | 0       | 0           | 0          | 0            | 0            | 0            | 0            | 10       | 0      | 0           | 0          |
| Emmanuel Besea                | 7        | 0       | 1           | 0          | 0            | 0            | 0            | 0            | 7        | 0      | 1           | 0          |
| Davide Marsura                | 10       | 0       | 0           | 0          | 0            | 0            | 0            | 0            | 10       | 0      | 0           | 0          |
| Robert Mazan                  | 14       | 6       | 3           | 0          | 0            | 0            | 0            | 0            | 14       | 6      | 3           | 0          |
| Jacopo Segre                  | 30       | 3       | 5           | 0          | 1            | 0            | 0            | 0            | 31       | 3      | 5           | 0          |
| Alexandre Geijo               | 7        | 1       | 0           | 0          | 0            | 0            | 0            | 0            | 7        | 1      | 0           | 0          |
| Francesco Di Mariano          | 30       | 8       | 6           | 1          | 0            | 0            | 0            | 0            | 30       | 8      | 6           | 1          |
| Andrea Schiavone (calciatore) | 24       | 0       | 3           | 0          | 1            | 0            | 0            | 0            | 25       | 0      | 3           | 0          |
| Luca Lezzerini                | 4        | 0       | 0           | 0          | 1            | 0            | 0            | 0            | 5        | 0      | 0           | 0          |
| Cristiano Lombardi            | 10       | 0       | 3           | 1          | 0            | 0            | 0            | 0            | 10       | 0      | 3           | 1          |
| Marcello Falzerano            | 14       | 0       | 3           | 1          | 0            | 0            | 0            | 0            | 14       | 0      | 3           | 1          |
| Alessandro Rossi              | 9        | 0       | 2           | 0          | 0            | 0            | 0            | 0            | 9        | 0      | 2           | 0          |
| Francesco Cernuto             | 5        | 0       | 1           | 0          | 0            | 0            | 0            | 0            | 5        | 0      | 1           | 0          |
| Agostino Garofalo             | 18       | 0       | 2           | 0          | 1            | 0            | 0            | 0            | 19       | 0      | 2           | 0          |
| Giuseppe Zampano              | 21       | 0       | 4           | 0          | 1            | 0            | 0            | 0            | 22       | 0      | 4           | 0          |
| Nicola Citro                  | 17       | 5       | 0           | 0          | 0            | 0            | 0            | 0            | 17       | 5      | 0           | 0          |
| Bruno Bertinato               | 0        | 0       | 0           | 0          | 0            | 0            | 0            | 0            | 0        | 0      | 0           | 0          |
| Gianluca Litteri              | 13       | 1       | 1           | 0          | 0            | 0            | 0            | 0            | 13       | 1      | 1           | 0          |
| Riccardo Bocalon              | 14       | 3       | 4           | 0          | 0            | 0            | 0            | 0            | 14       | 3      | 4           | 0          |
| Giacomo Vrioni                | 25       | 1       | 5           | 0          | 1            | 0            | 1            | 0            | 26       | 1      | 6           | 0          |
| Manuel Enzo                   | -        | -       | -           | -          | -            | -            | -            | -            | -        | -      | -           | -          |
| Alexandre Pimenta             | 2        | 1       | 0           | 0          | 0            | 0            | 0            | 0            | 2        | 1      | 0           | 0          |